# Laetana
Laetana es un género de insecto coleóptero de la familia Chrysomelidae.

## Especies
Las especies de este género son:
- Laetana bipunctata Laboissiere, 1921
- Laetana collarti Laboissiere, 1932
- Laetana divisa (Gerstaecker, 1855)
- Laetana historio Baly, 1864
- Laetana jeanneli Laboissiere, 1918
- Laetana oculata Laboissiere, 1921
- Laetana opulenta (Peringuey, 1892)
- Laetana pallida Duvivier, 1884
- Laetana schultzei Weise, 1908
- Laetana transversofasciata Laboissiere, 1921
- Laetana trifasciata (Allard, 1888)